# Regierung Rajkow
Das Kabinett Rajkow stellt die 88. Regierung Bulgariens dar und war 2013 im Amt. Sie ist eine Interimsregierung geführt vom mit Ministerpräsident Marin Rajkow. Das Kabinett wurde nach landesweiten Protesten gegen die Regierung Borissow I sowie ihr Rücktritt am 20. Februar 2013 gebildet. Die Regierung Rajkow war bis zum 29. Mai im Amt. Ihr folge die Regierung Orescharski.

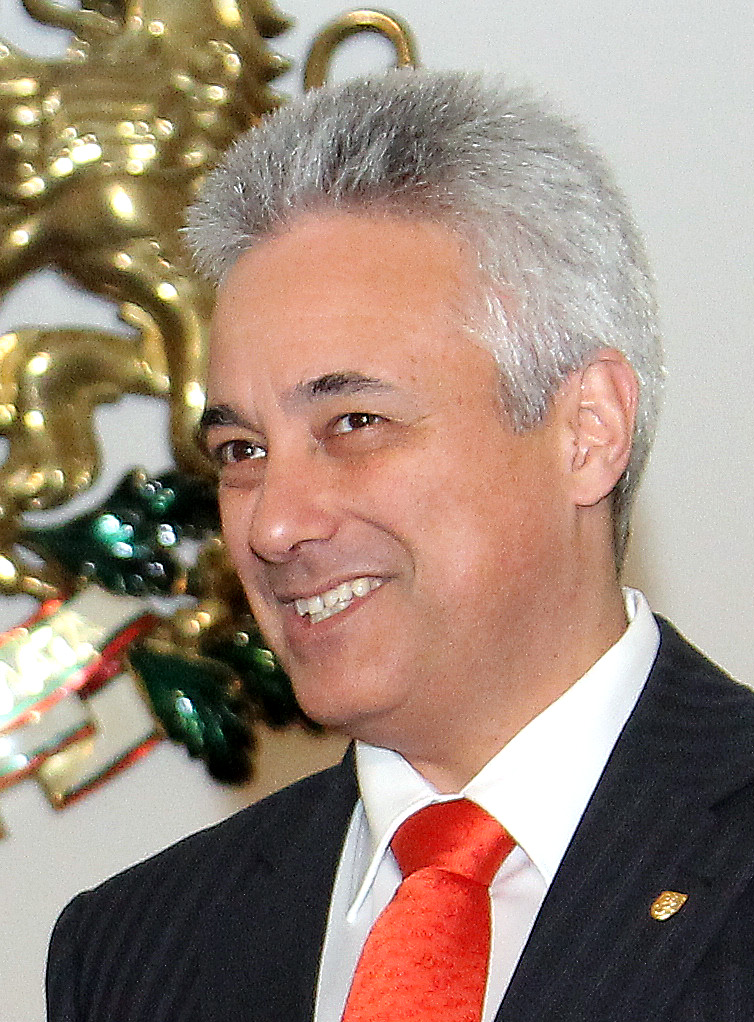
Marin Rajkow

## Kabinett
- Ministerpräsident: Marin Rajkow
- Stellvertretende Ministerpräsidenten: Ekaterina Sachariewa, Dejana Kostadinowa, Ilijana Zanowa
- Minister für Inneres: Petja Parwanowa (parteilos)
- Finanzminister: Kalin Christow (parteilos)
- Außenminister: Marin Rajkow (parteilos)
- Minister für Wirtschaft, Energie und Tourismus: Assen Wassilew (parteilos)
- Verteidigungsminister: Todor Tagarew (parteilos)
- Minister für Bildung, Jugend und Wissenschaft: Nikolaj Miloschew (parteilos)
- Justizminister: Dragomir Jordanow
- Europaminister: Ilijana Zanowa (parteilos)
- Minister für Arbeit und Sozialpolitik: Dejana Kostadinowa (parteilos)
- Minister für Landwirtschaft und Lebensmittel: Iwan Stankow (parteilos)
- Minister für regionale Entwicklung und Infrastruktur: Ekaterina Sachariewa (parteilos)
- Minister für Verkehr und IT: Kristian Krastew (parteilos)
- Minister für Umwelt und Gewässer: Julian Popow (parteilos)
- Minister für Gesundheit: Nikolaj Petrow (parteilos)
- Minister für Kultur: Wladimir Penew  (parteilos)
- Minister für Sport und Sportbildung: Petar Stojtschew (parteilos)
- Minister ohne Geschäftsbereich, verantwortlich für E-Government: Roman Wassilew  (parteilos)